# 矢部美希
矢部 美希（やべ みき、1984年2月20日 - ）は、北海道恵庭市出身の元グラビアアイドル。2000年代後半に芸能活動を行った。芸能活動時の事務所所属歴は、メタルボックス → イオンプロモーション → グローエンターテイメント。
タレントの矢部美穂・河合美佳の実妹で、後述のDVDタイトルが示すように矢部家の三女である。義兄は美穂の夫で地方競馬騎手の山林堂信彦（他に美佳の夫が義兄として存在）。長姉・次姉の実父は地方競馬騎手であった矢部和夫だが、美希は和夫の離婚後、別の男性と母が再婚して生まれているため、和夫が実父ではない。

## 略歴・人物
姉の矢部美穂・河合美佳が芸能界デビューを果たした後も、自身は特に芸能界に興味を持っていなかったが、美形三姉妹と言われる最後の1人だけあって、高校卒業後、街中でもスカウトの目に留まるようになり、2006年、姉たちを追うように芸能界入り。各雑誌をグラビアで飾った後、1stDVDリリースで本格デビュー。
ごく普通のタレントからセミヌードへと移行した姉・美穂と違い、デビュー時にいきなりセミヌード姿を披露した。姉2人には「姉たちに比べて自分の胸の形が一番きれいで丸い」と言われているという。美穂・美佳が写真集で共演したのと同様に、2007年には美穂と共演のDVDをリリース。
性格は、マシンガントーク連発の美穂とは対照的に天然気味で、所属事務所もこのキャラクターを生かした仕事をさせていきたいと語っている。
趣味は人間観察、ダーツ。特技はマッサージ。
2007年11月より株式会社グローエンターテイメントに所属。
同じ事務所所属の島田早希との期間限定ユニット『ECO HERBS』でも活動していたことがあった。
2008年2月5日に温泉ソムリエに認定された。なお、この時は姉の美穂も一緒に認定されていた。
2010年1月19日付の自らのブログで、芸能界引退を表明した。
芸能界引退後、しばらくの間、公の場に姿を見せなかったが、姉の矢部美穂のInstagramにて、矢部美穂の48歳の誕生日会に、久々に公の場に姿を現した。

## 出演

### 映画
- 聖白百合騎士団 (2009年、監督・田渕寿雄) - 宝蔵院美咲 役

### オリジナルビデオ
- ビーチバレー刑事 北京への道（2008年7月、エースデュースエンタテインメント） - マトリューシカ 役[7]
- ビーチバレー刑事 テロリンピックを阻止せよ（2008年8月、エースデュースエンタテインメント） - マトリューシカ 役

## 作品

### イメージビデオ
- 最終兵器三女（2006年、エアーコントロール）
- 矢部家三女（2007年、竹書房）矢部美穂と共演